# あま市立秋竹小学校
あま市立秋竹小学校（あましりつ あきたけしょうがっこう）は、愛知県あま市にある公立小学校。

## 概要
- 校区は七宝町遠島（新開、鳥居先）、七宝町秋竹、七宝町桂（境之橋の一部、河原の一部、藪之内の一部、親田の一部、北海道の一部）であり、公立中学校の進学先はあま市立七宝北中学校である[1] [2]。
- 旧・海部郡七宝町の小学校である。

## 沿革
- 1978年（昭和53年）4月1日 - 七宝町立七宝小学校、七宝町立宝小学校から分離し、七宝町立秋竹小学校として開校。
- 2010年（平成22年）3月22日 - 七宝町、美和町、甚目寺町が合併し、あま市が発足。同時にあま市立秋竹小学校に改称する。

## 交通アクセス
- あま市巡回バス南部巡回ルート「秋竹宮西」バス停より徒歩約3分。
- 名鉄バス名古屋・津島線【40系統・41系統・43系統・44系統】「七宝町桂」バス停より徒歩約5分。

## 周辺施設
- 愛知県立美和高等学校
- あま市立七宝北中学校
- あま市立七宝中学校
- あま市立宝小学校
- あま市立七宝小学校
- あま市立美和東小学校
- 大治町立大治西小学校
- 大治町立大治小学校
- 大治町役場
- あま市七宝焼アートヴィレッジ